# 臭化リチウム
臭化リチウム（しゅうかリチウム、英: Lithium bromide）は、リチウムの臭化物で、化学式LiBrで表される。

## 性質
炭酸リチウムあるいは水酸化リチウムと臭化水素酸を反応させると水溶液が得られる。
{\displaystyle {\ce {Li2CO3\ + 2HBr -> 2LiBr\ + CO2\ + H2O}}}
無色の塩化ナトリウム型構造のイオン結晶であり、格子定数はa = 5.490Å (549.0pm)である。
潮解性が強く、密栓して保存する。水に易溶、エタノールおよびジエチルエーテルなどにも可溶である。水溶液からは4℃以下で3水和物、4〜34℃で2水和物、34℃以上では1水和物が析出する。また5水和物と水との間に−72℃の共晶点がある。これらの水和物を加熱すると無水物が得られる。

## 用途
吸湿性があり、吸収式冷凍機の吸収溶液や乾燥剤として使用される。近年ではリチウム塩として、躁病や双極性障害の治療にも用いられる。ラットに経口投与した場合の半数致死量は雄で1,383mg/kg、雌では1,600mg/kg。